# Хисар (Салтъкли)
Хисар или Асар (на гръцки: Κάστρο Καλόκαστρου, старо Ασάρ, Асар) е археологически обект край долноджумайското село Салтъкли (Калокастро), Гърция.

## Местоположение
Крепостта е разположена в Сярското поле, на около 4 km източно от Струма (Стримон), на плосък хълм веднага южно от съвременното село Салтъкли.

## История
В 2012 година археологическата служба обявява Хисаря за защитен археологически обект, „...с повърхностни находки от класическите до византийските времена с останки от византийски укрепления. В околностите са открити гробове“.
Малкото запазени развалини са от Средновековието. Крепостта не идентифицирана с никоя, спомената в историческите извори, но съдейки по голямата ѝ площ, трябва да е била важно и многолюдно селище, а не обикновена крепост. Най-вероятно укрепеното селище е съществувало от Късната античност и е унищожено с идването на славяните в края на VII век. Вероятно не е използван през следващите векове, защото историческите извори щяха да споменават селище и укрепление с такъв размер.
В миналото крепостта е идентифицирана с античната Евпория, град, построен от македонския цар Александър I Филелин. Тази хипотеза се основава на факта, че през римския период оттук минава основно отклонение от Виа Егнация, което започва от Амфиполис и завършва в Хераклея Синтика. Според Tabula Peutingeriana – средновековно копие на древна карта на пътната мрежа на Римската империя, в Евпория е имало римска станция за смяна на коне. Предишни станции на същия клон на Виа Егнация са Trinlo - античният Трагилос, първа станция след Амфиполис, Graero при днешното село Черпища (Терпни), Arason - античният Аролос, може ли Хисар при днешното село Нигослав (Никоклия). След Euporia на разстояние 17 мили е Хераклея Синтика. Като се имат предвид разстоянията от Амфиполис - общо 35 мили, Евпория наистина може да е Салтъклийския Хисар, но Хераклия Синтика, открита в 2002 година близо до Петрич, не е на 27 мили, а почти два пъти по-далеч.

## Описание
Крепостта обхваща голяма площ върху обширното плато на върха на хълма, което е лесно достъпно по два черни пътя. Склоновете на хълма, макар и не много високи, са полегати и предлагат елементарна физическа защита.
Южно от хълма тече река Салтъкли и през нея минава стар трисводест каменен мост, по който минава съвременният селски път за Лахна (Лаханас).
Около заравнения връх на хълма е имало стена с обща дължина около 1600 m с многоъгълна форма, която е следвала релефа на терена. Площта вътре в укреплението е голяма - около 170 декара. От укреплението се виждат останки от византийски стени от южната и западната страна на хълма. От план на разположението на обекта, направен през 1918 - 1919 година, става ясно, че преди това е запазено много повече - в североизточната част е имало църква, а в средата на северната страна порта, която не е запазена. От южната страна има нещо като триъгълен бастион с порта. Очевидно крепостта е използвана като източник на строителен материал от жителите на Салтъкли, тъй като в района камъните не са в изобилие.
Конструкцията на стената се състои от ломен камък със свързващ хоросан и керамика в пролуките. Вътре в крепостта е имало дълбоки кладенци, които са били зарити от съображения за безопасност. Също така на южния склон на хълма има подземна галерия, която също е блокирана.